# Crematogaster elegans
Crematogaster elegans là một loài kiến thuộc chi Crematogaster.